# Literatura esperancka

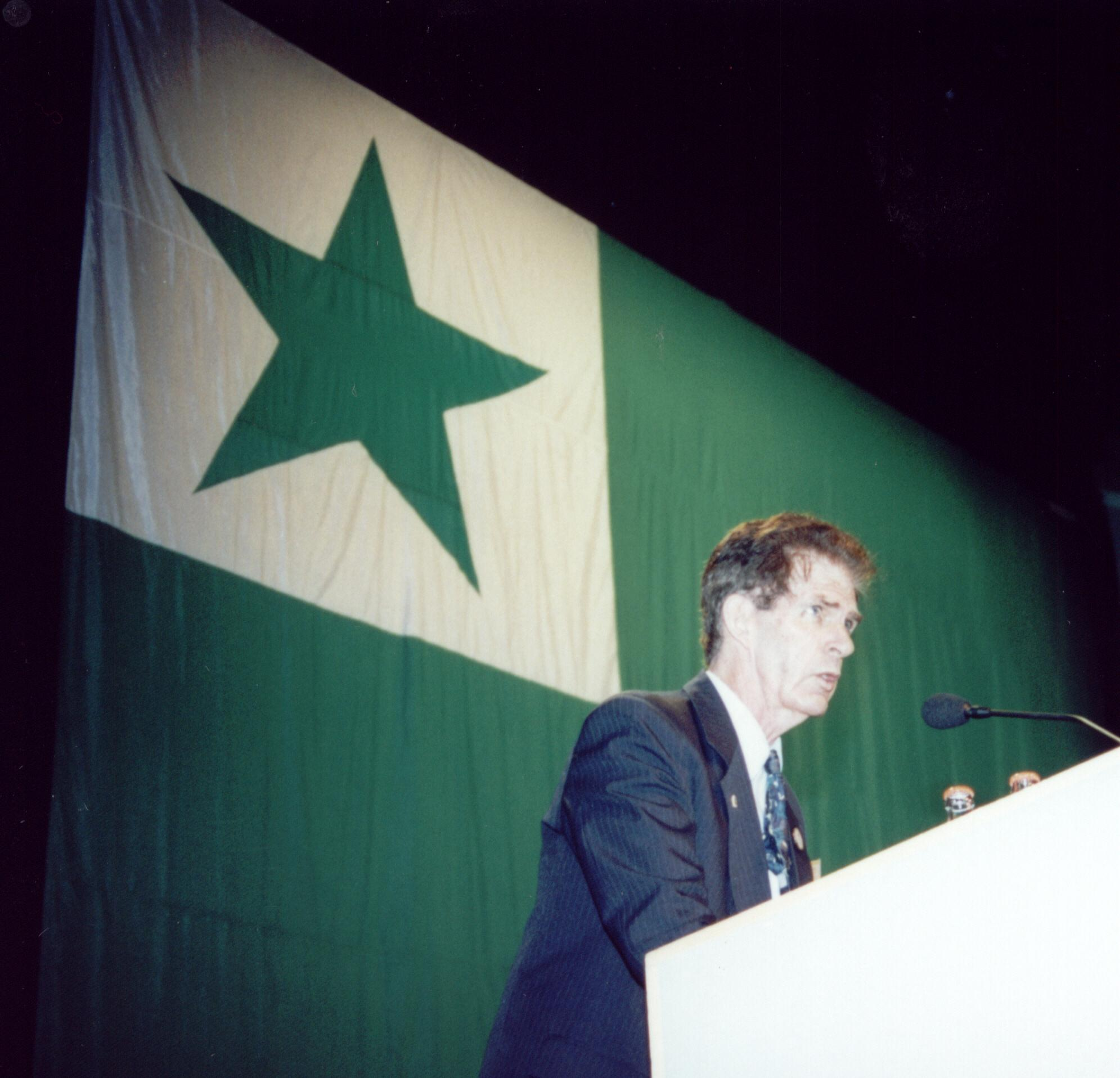
Trevor Steele

Literatura esperancka – literatura, która powstała i powstaje w języku esperanto. 

## Historia
Pierwszą publikacją wydaną w sztucznym języku esperanto była Unua Libro autorstwa Ludwika Zamenhoffa. Książka ta została zaprezentowana światu w 1887 roku; zawierała między innymi 16 reguł gramatycznych, ponad 1000 słów w języku esperanto, kilka tłumaczeń na język esperanto (między innymi modlitwę Ojcze Nasz) oraz kilka poezji w esperanto. Pierwsze teksty w języku esperanto były głównie tłumaczeniami (do najwybitniejszych tłumaczy końca XIX i początku XX wieku należą między innymi Kazimierz Bein, Antoni Grabowski i Kálmán Kalocsay). Na przełomie wieków powstało także wiele czasopism związanych z językiem esperanto, np. La Reuvo i La Esperantisto. Światowy Kongres Esperanto w 1905 roku poprzedził postęp oryginalnej literatury, powstały między innymi zbiory poematów Versaĵareto i Verdaj Fajreroj, czy zbiór bajek Sep Rakontoj. Pierwsza powieść w esperanto została wydana w 1907 roku, stworzył ją Henri Vallienne (powieść nazywała się Kastelo de Prelongo). W 1912 ukazało się tłumaczenie Nowego Testamentu według Biblii króla Jakuba. W czasie I wojny światowej powstała powieść filozoficzna w języku esperanto Nova Sento, a Zamenhof ukończył tłumaczenie Starego Testamentu. 
W XX-leciu międzywojennym powstało wiele powieści. W tych czasach tworzyli między innymi Hendrik Bulthuis, Jean Forge, Edmond Privat i Julio Baghy. Powstała wtedy także gazeta Heroldo de Esperanto. Pierwsza powieść napisana w języku esperanto po II wojnie światowej to Kredu Min, Sinjorino! autorstwa Cezaro Rossetiego. W 1926 opublikowano Biblię. W 1933 ukazała się encyklopedia Enciklopedio de Esperanto, która jest zbiorem informacji o ruchu esperanckim. W latach 50. i 60. XX wieku tworzyli między innymi Raymond Schwartz oraz Reto Rossetti. W latach 70. i 80. opublikowano najwięcej powieści w języku esperanto, tworzyli je między innymi Claudie Piron, Christian Decklerck, Corrado Tavanti i Iston Nemere, poezje tworzyła wtedy między innymi Marjorie Boulton. Powstały wtedy też powieści detektywistyczne. W 1979 powstał miesięcznik Monato.
Na przełomie XX i XXI wieku powstało wiele książek dla dzieci (między innymi Arne, la ĉefido). Tworzyli wtedy między innymi William Auld (pierwszy pisarz esperancki nominowany do Nagrody Nobla w dziedzinie literatury), Vinko Ošlak i Ronald Cecil Gates. W 1993 roku Esperanta PEN-Centro zostało przyjęte do międzynarodowego PEN Clubu. Po 2010 roku tworzyli między innymi Trevor Steele, Anna Löwenstein, Probal Dasgupta i Baldur Ragnarsson. Po 2010 roku pojawiły się także pierwsze książki o znaczeniu politycznym (między innymi Homoj de Putin (2014), Krimeo estas nia (2015) i Idoj de la imperioj (2016)) autorstwa Kalle Kniivilä.